# 杨昭植
杨昭植（1902年—1927年6月2日），字君健，又名昭楚，湖南省长沙府湘潭县易俗河乡泉塘村（今易俗河镇）人，中国共产党早期党员、工人运动领袖，革命家。:54–55

## 生平
1902年，杨昭植出生在湖南省长沙府湘潭县易俗河乡泉塘村（今易俗河镇）。:54–55杨昭植先后就读于楚山高小、县立中学师范班。:54–55五四运动之后入读长沙长郡公学师范班，他和同学彭公达、夏炯等组织社会问题研究小组，他经常去毛泽东创办的湖南自修大学补习班听课，在那认识了何叔衡、夏曦、郭亮等人，接受共产主义思想，创建《潭影》周刊，出任长郡公学学生会负责人兼出版社主任。:54–55
1924年，杨昭植经罗学瓒、夏明翰介绍加入中国共产党。:54–55同年冬季，他回到湘潭县和罗学瓒、彭公达开展革命活动，在湘潭县城十一总关圣殿建立湖湘小学及平民夜校、中共湘潭县城区支部，出任书记。1925年，中国共产党湘潭县委员会党部成立，杨昭植任执行委员。五卅惨案后，杨昭植等组织成立青沪惨案湖南雪耻会湘潭分会。1926年年初，杨昭植等组织成立中共湘潭地方执行委员会，他任书记。他组建了工人自卫队、农民协会。之后调任省总工会驻潭特派员。同年12月，杨昭植等组建湘潭县总工会，他任委员长。同月，他兼任湖南省总工会执行委员。12月19日，杨昭植组织了2万余人在湘潭县学坪公审处决了乡绅晏容秋。1927年1月，杨昭植组织数万群众烧毁了河东太平街英商洋油池。马日事变后，柳直荀来到湘潭县成立湖南工农义勇军总司令部，柳直荀、王洪伦分别任正、副总司令，杨昭植任宣传部长，他们准备攻打长沙城。:54–55国民革命军军官许克祥率领部队来到湘潭县镇压革命运动。杨昭植在化装潜往长沙城途中的板塘铺和尚岭被捕，狱中口授遗书给表兄王国屏“愿后死者，为共产主义奋斗到底！”6月2日，杨昭植在湘潭县县署前坪英勇就义。:54–55翌日深夜，三湖头岭杨家祠堂守祠佃人陈金大父子悄悄地到学坪收殓杨昭植遗骸并且埋葬在祠后荒坡上。1984年，杨昭植遗骨迁葬湘潭县烈士陵园。